# Munio Moniz
Munio Moniz (1030 – 1097) foi conde de Cea. 

## Relações familiares
Foi filho de Monio Fernandez e pai de: 
1. Muniadona Moniz condessa de Bierzo pelo casamento com Munio Moniz de Bierzo (1030 – 1097), conde de Bierzo.